# Zeteticorum libri quinque

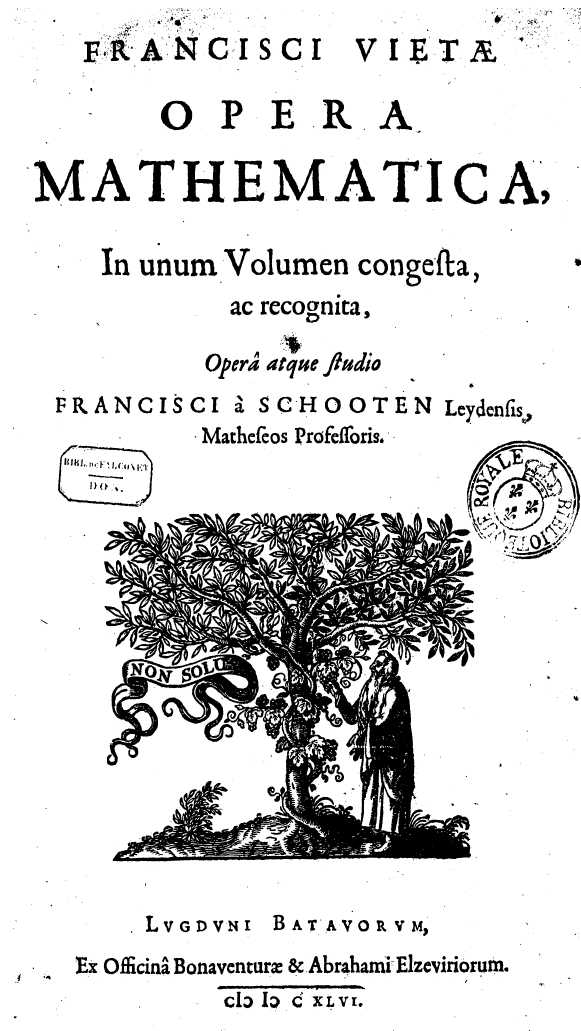
Page de couverture de lOpera Mathematica publié à Leyde en 1646 par Bonaventure et Abraham Elzevier.

Les Zeteticorum libri quinque, ou livre des cinq zététiques, est un recueil de problèmes issus de Diophante, publié en 1591 à Tours, chez Jamet Metayer en 24 folio. Résolus par la méthode développée dans l'Isagoge, ils forment la première illustration d'analyse spécieuse publiée par François Viète

## Origines
Viète publie le Zeteticorum libri quinque dans la foulée de son Isagoge. Le livre complète et enrichit ce premier opuscule Zététique vient du grec zêtêin : chercher à pénétrer la raison des choses. L'ouvrage est composée de cinq livres renfermant dix problèmes de recherche de quantités dont on connaît la somme ou la différence et le quotient ou le produit, des équations de degré 2 et 3 et des partitions de nombres en carrés. Il y offre un exemple de la logistique symbolique et termine avec un problème de Diophante. L'algèbre nouvelle y est présentée comme un langage pour formaliser le calcul et aussi comme l’instrument permettant de poser et de résoudre de nouveaux problèmes. Ces livres sont un banc d’essai, où Viète traite des questions soulevées par Diophante à la façon des anciens mais aussi, particulièrement dans le livre III, des questions nouvelles, sans équivalents chez Diophante. On y trouve entre autres, le joli problème suivant :Dato adgregato extremarum, et adgregato mediarum in serie quatuor continue proportionalium, invenire continue proportionales. Donner quatre nombres en progression géométrique dont la somme des extrêmes et la somme des moyens est fixée. Quelques questions d'arithmétique résolues à l'aide de triangles rectangles rappellent par les parties réelles et imaginaires du produit de 2 nombres complexes comme traitées dans les Notae priores.

## Contenu
La Zététique, définie par  l'Isagoge, est la mise en équation d'un problème et la manipulation de cette équation pour la mettre sous une forme canonique. Elle donne lieu de ce fait à une interprétation en termes de proportions.
On donne ici un résumé  en langage moderne des questions exposées dans trois de ces livres en suivant  le travail accompli par Frédéric Ritter dans ses notes (d'après l'original et les traductions de Vaulezard), et l'exposé qu'en fait Jean Grisard dans sa thèse de 1968.

### Le second livre des Zététiques
Viète résout, algébriquement, puis géométriquement, en mêlant le formalisme et la rhétorique les 22 problèmes suivants :
- sachant a et b donnés, déterminer x et y tels que

{\displaystyle ^{xy=a}} et  {\displaystyle ^{{x \over y}=b}}
{\displaystyle ^{xy=a}} et {\displaystyle ^{x^{2}+y^{2}=b}}
{\displaystyle ^{xy=a}} et {\displaystyle ^{x-y=b}}
{\displaystyle ^{xy=a}} et {\displaystyle ^{x+y=b}}
{\displaystyle ^{x-y=a}} et {\displaystyle ^{x^{2}+y^{2}=b}}
{\displaystyle ^{x+y=a}} et {\displaystyle ^{x^{2}+y^{2}=b}}
Il montre l'identité remarquable :  {\displaystyle x^{2}-y^{2}=(x-y)(x+y)} et l'utilise pour résoudre :
{\displaystyle ^{x+y=a}} et {\displaystyle ^{x^{2}-y^{2}=b}}
{\displaystyle ^{xy=a}} et {\displaystyle ^{x^{2}-y^{2}=b}}
{\displaystyle ^{xy=a}} et {\displaystyle ^{x^{2}+y^{2}=b}}
{\displaystyle ^{x=a}} et {\displaystyle ^{x^{2}+y^{2}+xy=b}}
{\displaystyle ^{x+y=a}} et {\displaystyle ^{x^{2}+y^{2}+xy=b}}
{\displaystyle ^{xy=a}} et {\displaystyle ^{x^{2}+y^{2}+xy=b}}
{\displaystyle ^{x^{2}-y^{2}=a}} et {\displaystyle ^{x^{2}+y^{2}=b}}
{\displaystyle ^{x^{3}-y^{3}=a}} et {\displaystyle ^{x^{3}+y^{3}=b}}
{\displaystyle ^{xy=a}} et {\displaystyle ^{x^{3}-y^{3}=b}}
{\displaystyle ^{xy=a}} et {\displaystyle ^{x^{3}+y^{3}=b}}
{\displaystyle ^{x+y=a}} et {\displaystyle ^{x^{3}-y^{3}=b}}
{\displaystyle ^{x+y=a}} et {\displaystyle ^{x^{3}+y^{3}=b}}
{\displaystyle ^{x-y=a}} et {\displaystyle ^{x^{3}-y^{3}=b}}
{\displaystyle ^{(x+y)(x^{2}+y^{2})=a}} et {\displaystyle ^{x^{3}+y^{2}+xy=b}}
{\displaystyle ^{xy=a(x-y)^{2}}} et {\displaystyle ^{x^{2}-y^{2}=b}}
Une partie de ces questions (de 1 à 8, la cinquième exceptée, ainsi que 17, 18) ont déjà été soulevées par Diophante. Néanmoins, Viète ne les exploite qu'afin de montrer l'application de sa méthode et comment se mène l'analyse spécieuse ; il livre également une exégétique numéreuse et une exégétique géométrique à la fin de chaque question.

### Le troisième livre des Zététiques
Viète résout, algébriquement, puis géométriquement, en mêlant le formalisme et la rhétorique les 16 problèmes suivants qu'on traduit en langage moderne :
- sachant x,y et z, en progression géométrique (c'est-à-dire que {\displaystyle ^{xz=y^{2}}}); déterminez-les, pour a et b donnés, si :

{\displaystyle ^{y=a}} et  {\displaystyle ^{x-z=b}}
{\displaystyle ^{y=a}} et {\displaystyle ^{x+z=b}}
Dans un triangle rectangle, de base x et de hauteur y, d'hypoténuse h, déterminez-les, pour a et b donnés, si :
{\displaystyle ^{y=a}} et {\displaystyle ^{h-x=b}}
Il fait remarquer au passage que  {\displaystyle x+h,y,x+h} sont alors en progression géométrique et l'utilise pour résoudre :
{\displaystyle ^{y=a}} et {\displaystyle ^{x+h=b}}
{\displaystyle ^{x-y=a}} et {\displaystyle ^{h=b}}
{\displaystyle ^{x+y=a}} et {\displaystyle ^{h=b}}
Il monte l'identité remarquable :  {\displaystyle 2h^{2}-(x-y)^{2}=(x+y)^{2}} ; puis que, deux nombres étant donnés
{\displaystyle x^{2},xy,y^{2}} sont en progression géométrique.
Il propose alors de vérifier que le triangle de base x-y, d'hypoténuse x+y et de hauteur {\displaystyle {\sqrt {x}}y} est rectangle.
Viète revient alors aux questions initiales ;  sachant x,y et z, en progression géométrique ; déterminez-les, pour a et b donnés, si :
{\displaystyle ^{x=a}} et {\displaystyle ^{x^{2}+y^{2}+z^{2}=b}}
{\displaystyle ^{x+z=a}} et {\displaystyle ^{x^{2}+y^{2}+z^{2}=b}}
{\displaystyle ^{y=a}} et {\displaystyle ^{x^{2}+y^{2}+z^{2}=b}}
Viète fait remarquer au passage que  dans ce cas : 
{\displaystyle ^{(x^{2}+y^{2}+z^{2})+y^{2}=(x+z)^{2}}}
Il passe alors a des problèmes comportant quatre grandeurs  continuellement proportionnelles (x,y,z,t, tels que y=Ax,z=Ay,t=Az) et propose de les déterminer si a et b sont donnés et si
{\displaystyle ^{x=a}} et {\displaystyle ^{x^{2}+y^{2}+xy=b}}
{\displaystyle ^{t-x=a}} et {\displaystyle ^{z-y=b}}
{\displaystyle ^{t+x=a}} et {\displaystyle ^{z+y=b}}
Aucune de ces questions n'a été soulevée par Diophante. Dans ce livre, Viète commence à accélérer ses démonstrations, ramenant chaque fois qu'il le peut la construction de l'exégétque ou la discussion poristique à un cas déjà vu antérieurement. On y lit des maths en marche et Viète semble réellement avoir conscience de la formidable machine à résoudre qu'il vient de créer.

### Le cinquième livre des Zététiques
Viète résout, algébriquement, puis géométriquement, en mêlant le formalisme et la rhétorique les 20 problèmes suivants qu'on traduit en langage moderne :
- Résoudre dans l'ensemble des entiers naturels {\displaystyle ^{x^{2}+y^{2}=z^{2}}}
- Résoudre  dans l'ensemble des entiers naturels {\displaystyle ^{x^{2}+y^{2}=z^{2}+t^{2}}}
- Résoudre  dans l'ensemble des entiers naturels {\displaystyle ^{x^{2}+y^{2}=z^{2}+t^{2}}} sachant que   {\displaystyle ^{a^{2}\leq x^{2}\leq b^{2}}}
- Résoudre  dans l'ensemble des entiers naturels {\displaystyle ^{x^{2}-y^{2}=a}}
- Montrer que dans un triangle rectangle de base b, de hauteur p, d'hypoténuse h, {\displaystyle ^{p^{2}+(h-b)^{2}=2h(h-b)}}
- Résoudre  dans l'ensemble des entiers naturels {\displaystyle ^{x+y=a^{2},x+z=b^{2}}}
- Résoudre  dans l'ensemble des entiers naturels {\displaystyle ^{x+y=a^{2},x+z=b^{2}}}
- Résoudre  dans l'ensemble des entiers naturels {\displaystyle ^{x^{2}+xy=a^{2},yx+y^{2}=b^{2}}}
- Montrer les égalités :  {\displaystyle ^{u(uv+v^{2})=v(uv+u^{2}=uv(u+v)}}
- Montrer les égalités de surface des trois triangles rectlanges de base et de hauteur respéctives :  {\displaystyle ^{(2xy,t^{2}+ty),(2xt,y^{2}+ty),(yt,2x(y+t)}}
- Déterminer trois triangles rectangles dont le produit des hauteurs est au produit des bases dans un rapport de carrés.
- Déterminer trois triangles rectangles dont la différence entre le produit des hauteurs et le produit des bases est un carré.
- Déterminer trois triangles rectangles dont la somme du produit des hauteurs et du produit des bases est un carré.
- Déterminer trois triangles rectangles dont le quotient du produit des hypoténuses par le produit des bases est un carré.
- Déterminer x,y,z en progression géométriques tels que {\displaystyle ^{x+y=a^{2},y+z=b^{2}}}
- Déterminer x,y,z,t en progression géométriques tels que {\displaystyle ^{x^{3}-y^{3}=a,t^{3}+z^{3}=a}}
- Déterminer x,y,z,t en progression géométriques tels que {\displaystyle ^{x^{3}-y^{3}=a,t^{3}-z^{3}=a}}

## Devenir
En 1624 : une Zététique ou logistique spécieuse, Ad Logisticem Speciosam, réédité en 1631 et publiée les deux fois par Jean de Beaugrand.
En 1630, ce mouvement d'édition des œuvres de Viète se poursuit au travers des traductions d'Antoine Vasset et de Sieur de Vaulezard.
En 1631, une algèbre facile présentée par James Humede Godscroft, mathématicien d'origine écossaise reprend quelques-uns de ces problèmes.
En 1646 : Frans Van Schooten les publie à nouveau dans une intégrale des œuvres algébriques de Viète.
En 1667 : Frédéric Ritter en donne une traduction en français.
La nouveauté de ce procédé fait écrire à Jean Grisard dans sa thèse :
« Que dire en conclusion qui n'ait été dit sur les Zététiques ? Ils sont peut-être un des ouvrages les plus importants de l'histoire des mathématiques. En effet, marquent un tournant, ils constituent une période charnière entre les mathématiques classiques, au XVIe siècle, héritées par un canal ou un autre, des anciens, et les mathématiques de type moderne (lesquelles sont elles-mêmes en train de devenir classiques, aujourd'hui. »